# اینفانته
اینفانته (انگلیسی: Infante) لقبی است که در شبه‌جزیره ایبری (شامل پادشاهی اسپانیا، پادشاهی پرتغال، پادشاهی ناوار، پادشاهی لئون و پادشاهی کاستیا) به فرزندان پادشاه داده می‌شد.